# Élections européennes de 1979 en Irlande
Les élections européennes de 1979, les premières au suffrage universel direct, se déroulent du 7 au 10 juin 1979 selon les pays, et le jeudi 7 en Irlande.
Avec un taux de 63,6 %, la participation est légèrement supérieure à la participation moyenne dans la Communauté économique européenne (61,9 %).

## Mode scrutin

Les quatre circonscriptions irlandaises

Les députés européens furent élus selon la méthode du scrutin à vote unique transférable dans les quatre circonscriptions suivantes :
- Connacht–Ulster (3 sièges)
- Dublin (4 sièges)
- Leinster (3 sièges)
- Munster (5 sièges)

## Résultats
| Parti | Parti                       | Voix de première préférence | %    | Sièges | Groupe |
| ----- | --------------------------- | --------------------------- | ---- | ------ | ------ |
|       | Fianna Fáil                 | 464 451                     | 34,7 | 5      | DPE    |
|       | Fine Gael                   | 443 652                     | 33,1 | 4      | PPE    |
|       | Parti travailliste          | 193 898                     | 14,5 | 4      | SOC    |
|       | Indépendants du Fianna Fáil | 81 522                      | 6,1  | 1      | CDI    |
|       | Sinn Féin                   | 43 942                      | 3,3  | 0      |        |
|       | Indépendants                | 111 607                     | 8,3  | 1      | LD     |
| Total | Total                       | 1 339 072                   | 100  | 15     |        |

## Analyse
Les conservateurs du Fianna Fáil remportent une très nette victoire obtenant, avec l'autre grand parti qu'est le Fine Gael, plus de deux tiers des suffrages. Les travaillistes, en difficulté, n'obtiennent que 4 sièges sur 15 alors que les sondages les plaçaient à 26 % des suffrages.